# Temistocles da Graça Aranha
Themístocles da Graça Aranha (* 27. Januar 1894 in Rio de Janeiro; † 2. Januar 1956 in Den Haag) war ein brasilianischer Diplomat.

## Leben
Themístocles da Graça Aranha war der Sohn von Maria Genoveva de Araújo und Graça Aranha. Der Vater hatte bis 1902 eine liberale Phase, in welcher Élisée Reclus zum Lesestoff für den Sohn gehörte. Temístocles Graça Aranha heiratete Adelaide Cardoso de Castilho, ihre Tochter ist Teresa Maria de Castilho Graça Aranha.
Aranha war Bachelor of Laws der Universidade Federal do Rio de Janeiro. Ab 1916 wurde er als Attaché nach Paris versetzt, wo er 1918 zum Gesandtschaftssekretär zweiter Klasse ernannt wurde. Als solcher war er anschließend von 1920 bis 1925 in Lissabon und von 1925 bis 1928 in Bern tätig, wo er 1927 zum Geschäftsträger ernannt wurde, sowie von 1928 bis 1931, ebenfalls als Geschäftsträger, in Stockholm. Im Anschluss daran wurde Aranha zum Gesandtschaftssekretär erster Klasse ernannt und von 1931 bis 1932 als Geschäftsträger nach Buenos Aires beordert. Im Jahr 1934 wurde er als brasilianischer Geschäftsträger in Helsinki und von Oktober 1938 bis zum 26. August 1939 in Berlin eingesetzt.
Über die Novemberpogrome 1938 erhielt Graça Aranha Kenntnis durch Handelshäuser, deren Eigentümer brasilianische Staatsbürger waren, die nach dem Gesetz zur Wiederherstellung des Berufsbeamtentums Juden waren. Er beantragte beim Reichsaußenministerium Schutz für seine Landsleute und forderte in einem Rundschreiben die Konsulate in seiner Zuständigkeit auf, analog zu handeln. In Köln wurde ein brasilianischer Kaufmann angegriffen, worauf der zuständige Konsul, Pericles Barbosa Lima beim Polizeipräsidenten Schutz beantragte, womit erstmals ein Leiter einer brasilianischen Auslandsvertretung, beim Auswärtigen Amt zugunsten von Juden intervenierte.
Von 1940 bis 1944 leitete er als Gesandter zweiter Klasse im Departamento de Imprensa e Propaganda die Abteilung Cooperação Intelectual do Itamaraty und wurde anschließend bis 1945 als Generalkonsul in Kapstadt eingesetzt.
Vom 24. Juni 1948 bis zum 24. April 1954 war Aranha dann als außerordentlicher Gesandter und Ministre plénipotentiaire in Kairo tätig, bevor er schließlich ab dem 18. Mai 1954 als Botschafter nach Den Haag berufen wurde, wo er 1956 verstarb.